# Fredsbevarende styrke
En fredsbevarende styrke er en militær styrke, der har til formål at bevare freden i et givent område. Mest kendt er FN's fredsbevarende styrker, der i områder som Gaza og Cypern har haft en årtierlang tilstedeværelse.
| Militær | Spire Denne artikel om militær er en spire som bør udbygges. Du er velkommen til at hjælpe Wikipedia ved at udvide den. |